# Свято-Микитинська церква (Здітове)
Свято-Микитинська церква — пам'ятка дерев'яної архітектури в селі Здітове Жабинківського району Брестської області Республіки Білорусь. Побудована в 1502 на правому березі річки Мухавець, після чого неодноразово перебудовувалася, в тому числі в 1787 р. Внесено до списку історико-культурних цінностей Республіки Білорусь.
Збудована в традиціях західнополіської архітектури, одного з двох типів поліської архітектурної школи, що претендує на включення до Списку Світової спадщини ЮНЕСКО.
Завширшки становить 9,4 метра, 15,65 метра завдовжки і 6 метрів заввишки. Складається з трьох прямокутних об'ємів: основного, бабинця та апсиди. Дах гонтовий, багатосхилий, увінчаний невеликим барабаном із головкою. По сторонах до апсиди прибудовані вузькі невисокі ризниці під односхилим дахом. У XIX столітті біля входу збудовано каркасний тамбур. Стіни вертикально покриті дерев'яними дошками та укріплені стяжками. Вікна високі, прямокутні.
Неподалік церкви розташована двоярусна каркасна дерев'яна дзвіниця, квадратна в плані, під шатром. Комплекс характеризується монументальністю, вдалими пропорціями та архітектурно-художньою виразністю.
У церкві зберігається написана в першій половині — середині XVI століття ікона Богоматері Одигітрії. Настоятелем є протоієрей Стефан Іванович Гапанюк.